# Galaté
Galaté (en macédonien Галате ; en albanais Gallata) est un village du nord-ouest de la Macédoine du Nord, situé dans la municipalité de Vraptchichté. Le village comptait 1151 habitants en 2002. Il est majoritairement albanais.

## Démographie
Lors du recensement de 2002, le village comptait :
- Albanais : 643
- Macédoniens : 334
- Turcs : 173
- Serbes : 1
- Autres : 1